# 人民议会 (顿涅茨克人民共和国)
顿涅茨克人民共和国人民议会（俄语：Народный совет Донецкой Народной Республики）是顿涅茨克人民共和国的国家立法机关，前称最高议会。人民议会实行一院制，由100名议员组成。议会任期4年。

## 議會權力
頓涅茨克人民共和國人民議會負責：
1. 通過頓涅茨克人民共和國憲法和頓涅茨克人民共和國的法律，並對其進行修改;
2. 通過頓涅茨克人民共和國人民委員會的決議並提出修正案;
3. 解釋頓涅茨克人民共和國憲法和頓涅茨克人民共和國法律;
4. 建立頓涅茨克人民共和國的行政和領土結構及其變化的順序;
5. 考慮改變頓涅茨克人民共和國邊界的問題;
6. 批准頓涅茨克人民共和國的預算及其實施報告;
7. 頓涅茨克人民共和國負責人頓涅茨克人民共和國社會經濟發展計劃的批准;
8. 聽取頓涅茨克人民共和國負責人關於頓涅茨克人民共和國部長理事會活動結果的年度報告;
9. 任命頓涅茨克人民共和國人民委員會代表選舉和頓涅茨克人民共和國首腦選舉;
10. 在法律規定的範圍內，建立頓涅茨克人民共和國境內地方自治機構選舉程序;
11. 任命頓涅茨克人民共和國的公民投票;
12. 在頓涅茨克人民共和國憲法規定的情況下，儘早終止頓涅茨克人民共和國元首的權力的決策;
13. 建立共和稅與收集稅款的程序;
14. 建立管理秩序和頓涅茨克人民共和國的國家財產，包括頓涅茨克人民共和國在企業，協會及其他組織和法律形式的企業資本的股權（股票，股）的處置;
15. 批准頓涅茨克人民共和國國家預算外資金預算並報告其實施情況;
16. 其他授權機構監測遵守和執行的頓涅茨克人民共和國的資產配置規定程序的國家預算外基金的預算的執行的預算執行的法律一起實施;
17. 批准改變頓涅茨克人民共和國邊界的協議;
18. 行使頓涅茨克人民共和國憲法和頓涅茨克人民共和國法律規定的其他權力。

## 歷任議長
| 任次           | 任次           | 肖像           | 名字                               | 名字           | 任期           | 任期           | 政黨           |
|                |                | 肖像           | 譯名                               | 俄語原文       | 就職           | 離職           | 政黨           |
| 最高蘇維埃主席 | 最高蘇維埃主席 | 最高蘇維埃主席 | 最高蘇維埃主席                     | 最高蘇維埃主席 | 最高蘇維埃主席 | 最高蘇維埃主席 | 最高蘇維埃主席 |
| -------------- | -------------- | -------------- | ---------------------------------- | -------------- | -------------- | -------------- | -------------- |
|                | 1              |                | 丹尼斯·弗拉基米罗维奇·普希林       |                | 2014年5月15日  | 2014年7月18日  | 顿涅茨克共和国 |
|                | 代             |                | 弗拉基米尔·伊万诺维奇·马科维奇     |                | 2014年7月18日  | 2014年7月23日  | 顿涅茨克共和国 |
|                | 2              |                | 鲍里斯·阿列克谢耶维奇·利特维诺夫   |                | 2014年7月23日  | 2014年11月14日 | 烏克蘭共產黨   |
| 人民蘇維埃主席 |                |                |                                    |                |                |                |                |
|                | 1              |                | 安德烈·叶夫根尼耶维奇·普尔金       |                | 2014年11月14日 | 2015年9月4日   | 顿涅茨克共和国 |
|                | 2              |                | 丹尼斯·弗拉基米罗维奇·普希林       |                | 2015年9月11日  | 2018年9月14日  | 顿涅茨克共和国 |
|                | 代             |                | 奥莉加·亚历山德罗夫娜·马克耶娃     |                | 2018年9月14日  | 2018年11月19日 | 顿涅茨克共和国 |
|                | 4              |                | 弗拉基米尔·阿纳托利耶维奇·比焦夫卡 |                | 2018年11月20日 | 2023年9月20日  | 顿涅茨克共和国 |
|                | 5              |                | 阿尔乔姆·弗拉基米罗维奇·佐加       |                | 2023年9月20日  | 現任           | 统一俄罗斯党   |